# Auchenionchus variolosus
Auchenionchus variolosus is een  straalvinnige vissensoort uit de familie van slijmvissen (Labrisomidae). De wetenschappelijke naam van de soort is voor het eerst geldig gepubliceerd in 1836 door Valenciennes.